# Бункер последнего выстрела
«Бункер последнего выстрела» (фр. Le Bunker de la dernière rafale) — короткометражный чёрно-белый фильм Марка Каро и Жан-Пьера Жёне.

## Сюжет
Смысл происходящего в «Бункере» улавливается приблизительно. В бетонных катакомбах сидят некие военные, по некоторым признакам похожие на солдат Вермахта: форма, нашивки на воротничках, хотя на самом деле это персонажи более универсальные. Обитают в подземелье несколько простых солдат, пара суровых типов, напоминающих эсэсовцев, хирург-садист и человек в инвалидной коляске — видимо, начальник. Сюжет смонтирован из нескольких событий: ловля жуков, чтобы убивать их током, опыты над людьми, вылазка за пределы убежища, тревога и таинственная поломка, которая приводит к тому, что явно очень важный счетчик начинает обратный отсчет. В бункере воцаряется хаос. Все друг друга зачем-то убивают, сирены воют, грозные тучи несутся над бетонной башней, герои зловещими тенями под лязг, скрежет и стук мечутся по узким коридорам. Среди них и сами авторы Марк Каро и Жан-Пьер Жене. Счетчик возвращается в исходное положение. Все успокаивается. Лента кончается.
Дар создавать и показывать вещи у Жене и Каро совершенно уникальный. Они выдумывают фантастический мир, составленный из рухляди, валяющейся под ногами, склеенный из бракованных кадров и обрывков старых лент. Позже они добавили к этому трогательную сентиментальную интонацию, взятую из кукольного балаганчика, из старого наивного цирка шапито и фильмов французского предвоенного «поэтического реализма». Но в малобюджетном упражнении молодые люди, подававшие большие надежды (сбывшиеся), всего лишь развлекаются стилизациями.

## В ролях
- Марк Каро
- Патрис Суки
- Жан-Пьер Жене